# Skurów (gromada)
Skurów – dawna gromada, czyli najmniejsza jednostka podziału terytorialnego Polskiej Rzeczypospolitej Ludowej w latach 1954–1972.
Gromady, z gromadzkimi radami narodowymi (GRN) jako organami władzy najniższego stopnia na wsi, funkcjonowały od reformy reorganizującej administrację wiejską przeprowadzonej jesienią 1954 do momentu ich zniesienia z dniem 1 stycznia 1973, tym samym wypierając organizację gminną w latach 1954–1972.
Gromadę Skurów z siedzibą GRN w Skurowie utworzono – jako jedną z 8759 gromad – w powiecie grójeckim w woj. warszawskim, na mocy uchwały nr VI/10/5/54 WRN w Warszawie z dnia 5 października 1954. W skład jednostki weszły obszary dotychczasowych gromad Piekiełko i Widok ze zniesionej gminy Belsk, obszary dotychczasowych gromad Grudzkowola, Kępina i Pabierowice ze zniesionej gminy Kobylin oraz obszary dotychczasowych gromad Turowice i Turowska Wola ze zniesionej gminy Jasieniec w tymże powiecie. Dla gromady ustalono 11 członków gromadzkiej rady narodowej.
1 stycznia 1959 z gromady Skurów wyłączono: (a) wieś Turowice, włączając ją do gromady Jasieniec w tymże powiecie, oraz (b) wsie Grudzkowola, Kępina, Papierowice i Wólka Turowska, włączając je do gromady Kobylin tamże, po czym gromadę Skurów zniesiono, a jej (pozostały) obszar włączono do gromady Lewiczyn tamże.